# Superquark musica
Superquark musica è stato un programma televisivo di divulgazione musicale, ideato e condotto da Piero Angela. È stato il primo spin-off dell'edizione 2018 di Superquark ed è andato in onda su Rai 1 in seconda serata dal 4 luglio al 1º agosto 2018.

## Il programma
Il programma, realizzato presso il Teatro 18 di Cinecittà, si occupa di raccontare la musica, attraverso gli strumenti musicali e i suoi virtuosi. Nel corso delle puntate Piero Angela è affiancato da Adriano Mazzoletti (esperto di musica jazz) e Giovanni Bietti (pianista e musicologo).

## Puntate e ascolti
Ogni puntata è dedicata a una delle cinque famiglie principali di strumenti musicali: pianoforte, archi, ottoni, corde e ance
| Numero puntata | Data           | Titolo                                          | Telespettatori | Share  |
| -------------- | -------------- | ----------------------------------------------- | -------------- | ------ |
| 1              | 4 luglio 2018  | Pianoforte e dintorni                           | 873 000        | 11,27% |
| 2              | 11 luglio 2018 | Gli archi                                       | 577 000        | 8,37%  |
| 3              | 18 luglio 2018 | I miti degli ottoni, da Armstrong a Miles Davis | 777 000        | 9,95%  |
| 4              | 25 luglio 2018 | L'ancia, la sottile lamella che crea le note    | 716 000        | 10,06% |
| 5              | 1º agosto 2018 | Le corde                                        | 728 000        | 8,85%  |

## Ospiti
- Uto Ughi (violinista)
- Enrico Baiano (clavicembalista)
- Emanuele Segre (chitarrista)
- Mario Brunello (violoncellista)
- Elena Zaniboni (arpista)
- Paolo Fresu (trombettista)